# Manfredo Dalesmanini
Manfredo Dalesmanini (Padova, seconda metà del XIII secolo – settembre 1311) è stato un politico italiano.

## Biografia
Figlio illegittimo di Guecellone di Manfredo, fu l'ultimo esponente di rilievo di una nobile famiglia ormai in decadenza. Oltre ai travagli sofferti a suo tempo sotto Ezzelino da Romano e alle difficoltà economiche, la casata si trovava ad affrontare anche una crisi dinastica con la mancanza di eredi maschi legittimi e particolarmente dotati.
Alla morte del padre (avvenuta non prima del 1296) si ritrovò ad esserne l'erede principale, anche dal punto di vista del prestigio politico.
Le sue proprietà, benché gradualmente ridotte da varie alienazioni, rimasero sempre assai cospicue. Si concentravano a Padova nella contrada di San Bartolomeo e sua era anche l'area dell'Arena, venduta nel 1300 a Enrico Scrovegni che vi eresse la nota cappella affrescata da Giotto. Quanto ai beni fuori città, possedeva dei fondi attorno a Sambruson; poiché confinavano con i terreni del monastero di San Gregorio di Venezia, si scontrò più volte con l'abate di quel convento.
L'attività di usuraio, svolta da alcuni suoi parenti, non sembra essere mai stata esercitata dal Dalesmanini, tuttavia non si esclude che esso vi abbia partecipato ricorrendo a dei prestanome.
Quanto alla sua attività politica, ricoprì ruoli di primo piano. Nei primi sei mesi del 1310 fu podestà di Vicenza e in questa veste chiuse una questione territoriale sorta tra il Comune e il vescovo. La sentenza da lui pronunciata venne incisa su una lapide che è tuttora murata nella Torre Bissara.
Si trovava al centro di un complesso rapporto di interessi economici e parentele che lo resero in vista non solo nella Marca Trevigiana, ma anche nella Repubblica di Venezia. Era infatti legato ai Badoer da Peraga e ai Carraresi, senza contare che questi ultimi erano imparentati con gli Scrovegni. Ecco perché, alla notizia della congiura del Tiepolo, il Dalesmanini inviò messaggi di solidarietà alla Serenissima, che non tardò a ringraziarlo.
Dopo la sua morte, le redini della famiglia furono assunte da un altro bastardo del padre, Giacomo detto Traverso. Uniche eredi furono le figlie Dalesmanina e Tommasina le quali, ancora nubili, furono oggetto dell'attenzione dei Badoer. La prima sposò invece Gerardo di Rambaldo VIII di Collalto, mentre l'altra si unì a Guecellone da Monfumo. La vedova Egidia, invece, si risposò il patrizio veneziano Zanino di Marco Contarini dai Santi Apostoli.